# Kościół św. Antoniego w Elblągu
Kościół św. Antoniego w Elblągu – zabytkowy gotycki kościół z drugiej połowy XIV wieku (ok. 1360 r.), jeden z kościołów filialnych parafii Najświętszego Serca Jezusowego w Łęczu.

## Historia
Wybudowany jako jednonawowy kościół z wydzielonym prezbiterium. Pierwotną wieżę dwukrotnie rozbierano, obecną dobudowano w 1905 r. Malowidła z XV w. zostały zamalowane w XIX w. i częściowo odnowione w 1906 r. Nawa jest niewielka, wąska i niska, posiada sklepienie żebrowe. W prezbiterium mały ołtarz z XVII w.

## Zabytki kościoła

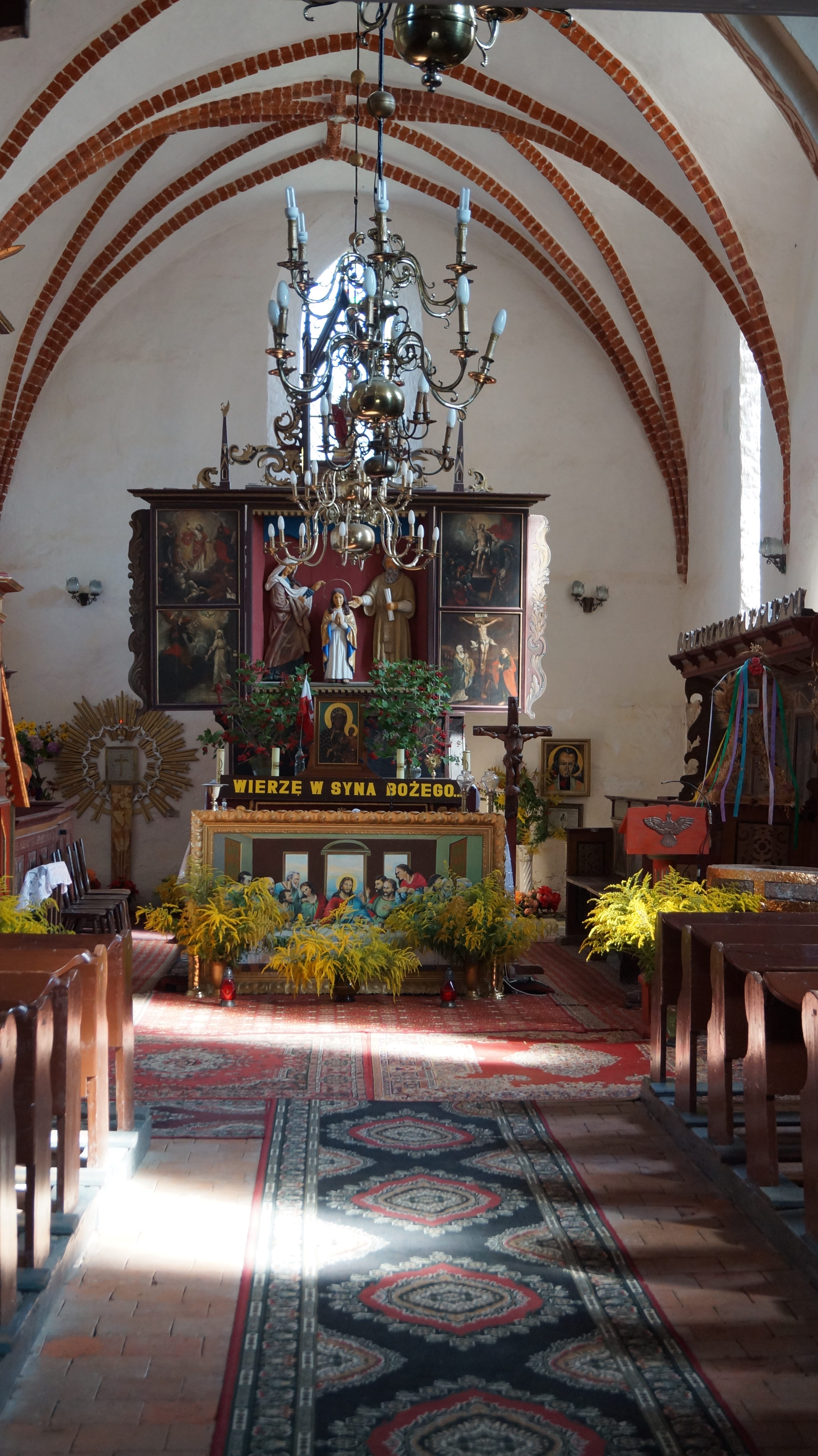
Wnętrze świątyni

- polichromia polskiego i pruskiego orła
- czternastowieczna kropielnica - najstarszy zabytek kościoła
- późnogotycki ołtarz
- dzwon z XVI w.
- barokowe epitafium płk. Wangenheima
- trzy zabytkowe ławy